# Comité des membres de l'Assemblée constituante
Ne pas confondre avec le gouvernement de Samara, province de l'Empire russe
1918–1918
Entités précédentes :
- Empire russe

Entités suivantes :
- Administration blanche

Le Comité des membres de l'Assemblée constituante, ou Komoutch, ou encore Gouvernement de Samara (Комитет членов Учредительного собрания - Komitet členov Učreditel’nogo sobraniâ en russe, souvent désigné sous l'abréviation Komuč), était un gouvernement russe anti-bolchevik fondé le 8 juin 1918 à Samara. Formé de socialistes-révolutionnaires, il s'opposa au pouvoir bolchevique et instaura un régime démocratique et réformateur dans la région de Samara. Il participa à la guerre civile russe au côté des armées blanches de Sibérie.

## Histoire

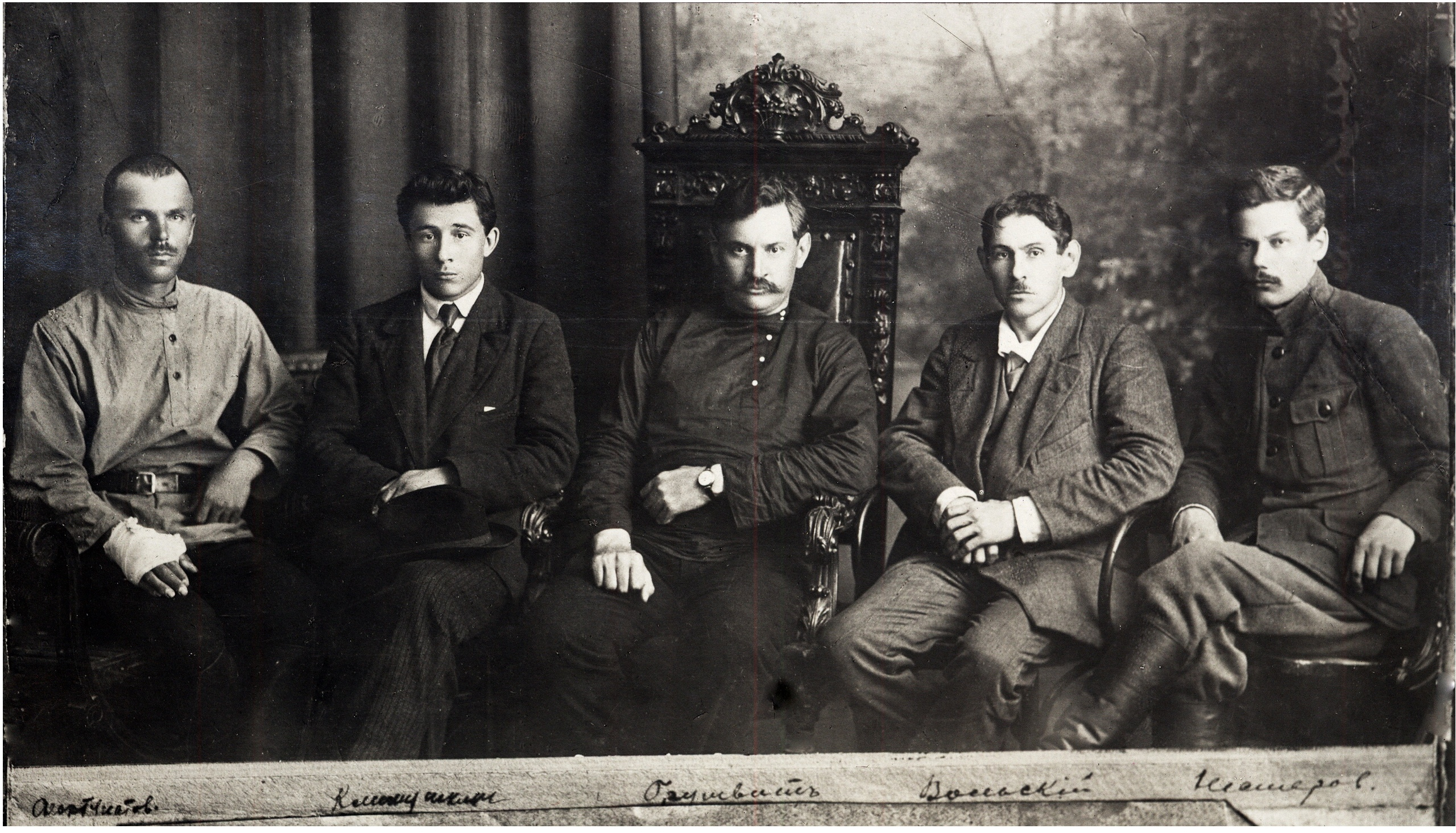
Membres de l'Assemblée constituante : Ivan Brouchvit, Prokope Klimouchkine, Boris Fortounatov, V.K. Volsky (président) et Ivan Nesterov.

Après la révolution d'Octobre et la dissolution de l'Assemblée constituante par décret soviétique, une partie des constituants quitta Pétrograd et s'engagea dans des activités anti-bolcheviques. En juin 1918, peu après la prise de Samara par la légion tchécoslovaque, un gouvernement provisoire socialiste-révolutionnaire se forma à Samara autour de 5 anciens membres de l'Assemblée constituante : V.K. Volsky, Ivan Brouchvit, Prokope Klimouchkine, Boris Fortounatov et Ivan Nesterov. Le Komoutch se proclama « plus haute autorité de Russie », et déclara agir temporairement au nom de l'Assemblée constituante en attendant sa nouvelle convocation. Le gouvernement s'agrandit rapidement à la suite de l'arrivée d'anciens constituants (en majorité des socialistes-révolutionnaires) et compta 96 membres en septembre 1918. Il s'installe dans l'ancien hôtel particulier Naoumov, 151 rue Kerenski (ancienne rue de la Noblesse, aujourd'hui rue Kouïbychev).
Après avoir gagné en influence et s'être assuré le soutien de la légion tchécoslovaque, le gouvernement annonça le rétablissement des libertés politiques. Il légiféra la journée de travail de 8 heures, autorisa les congrès et assemblées de paysans ainsi que les comités d'usine et les syndicats de salariés, préalablement interdits par le pouvoir soviétique. Le Komoutch abrogea le décret sur la propriété privée et retourna les usines, fabriques et banques à leurs anciens propriétaires, proclamant la liberté d'entreprise. Furent également réhabilités les zemstvos, les assemblées de ville et d'autres institutions. La même année, le Komoutch créa l'Armée du Peuple, majoritairement formée de paysans. Cependant, les autorités soviétiques accusèrent le régime de confisquer la terre au profit des koulaks et des propriétaires terriens, de mener des expéditions punitives contre les paysans et d'avoir massivement recours à la conscription pour asseoir son pouvoir.
De juin à août 1918, les réformes se diffusèrent rapidement dans les régions environnantes et gagnèrent Simbirsk, Kazan, Oufa et Saratov. En septembre, l'Armée rouge remporta plusieurs succès contre l'Armée du Peuple et conquit d'importants territoires. Le 23 septembre, le gouvernement de Samara fusionna avec le Commissariat de Sibérie occidentale d'Omsk au sein du Directoire. En octobre 1918, Samara fut prise par l'Armée rouge et le Directoire se réfugia à Omsk. Il fut dissous après le coup d'État d'Omsk qui vit l'amiral Koltchak exercer une dictature militaire.

## Sources
- (en) Cet article est partiellement ou en totalité issu de l’article de Wikipédia en anglais intitulé « Committee of Members of the Constituent Assembly » (voir la liste des auteurs).